# جنسية متعددة
الجنسية المتعددة أو المواطنة المتعددة أو الجنسية المزدوجة هي حالة مواطنة لشخص، حينما يكون فيها الشخص يملك أكثر من جنسية لدولة معينة.
مثل: أمريكي فلسطيني.

## حسب الدولة

### السعودية
تنص المادة 11 من نظام الجنسية السعودية على أنه لا يجوز لسعودي أن يتجنس بجنسية أجنبية دون إذن سابق من رئيس مجلس الوزراء، وأن السعودي الذي يتجنس بجنسية أجنبية قبل الحصول مقدمًا على الإذن يظل معتبرًا سعوديًا إلا إذا رأت الحكومة إسقاطها عنه تطبيقًا لحكم المادة (13).

### إيران
تنص المادة 41 من الدستور الإيراني على أن الجنسية الإيرانية حق قطعي لكل فرد إيراني، ‌ولا تستطيع الحكومة سحب الجنسية من أي إيراني إلا بطلب منه هو، ‌أو في حالة حصوله على جنسية دولة أخرى كما تسمح المادة 42 منه حصول الأجانب الحصول على الجنسية الإيرانية والتي من الممكن إسقاطها منهم في حالة‌ اكتسابهم جنسية دولة أخرى، أو بطلب منهم.